# 北京麋鹿生态实验中心
北京麋鹿生态实验中心，又名北京生物多样性保护研究中心、北京南海子麋鹿苑博物馆，位于北京市大兴区南海子麋鹿苑，是麋鹿研究与保护、生物多样性研究与应用、绿色环境科普教育的中心。是北京市科学技术研究院直接领导下的全额拨款科研科普事业单位。

## 简介

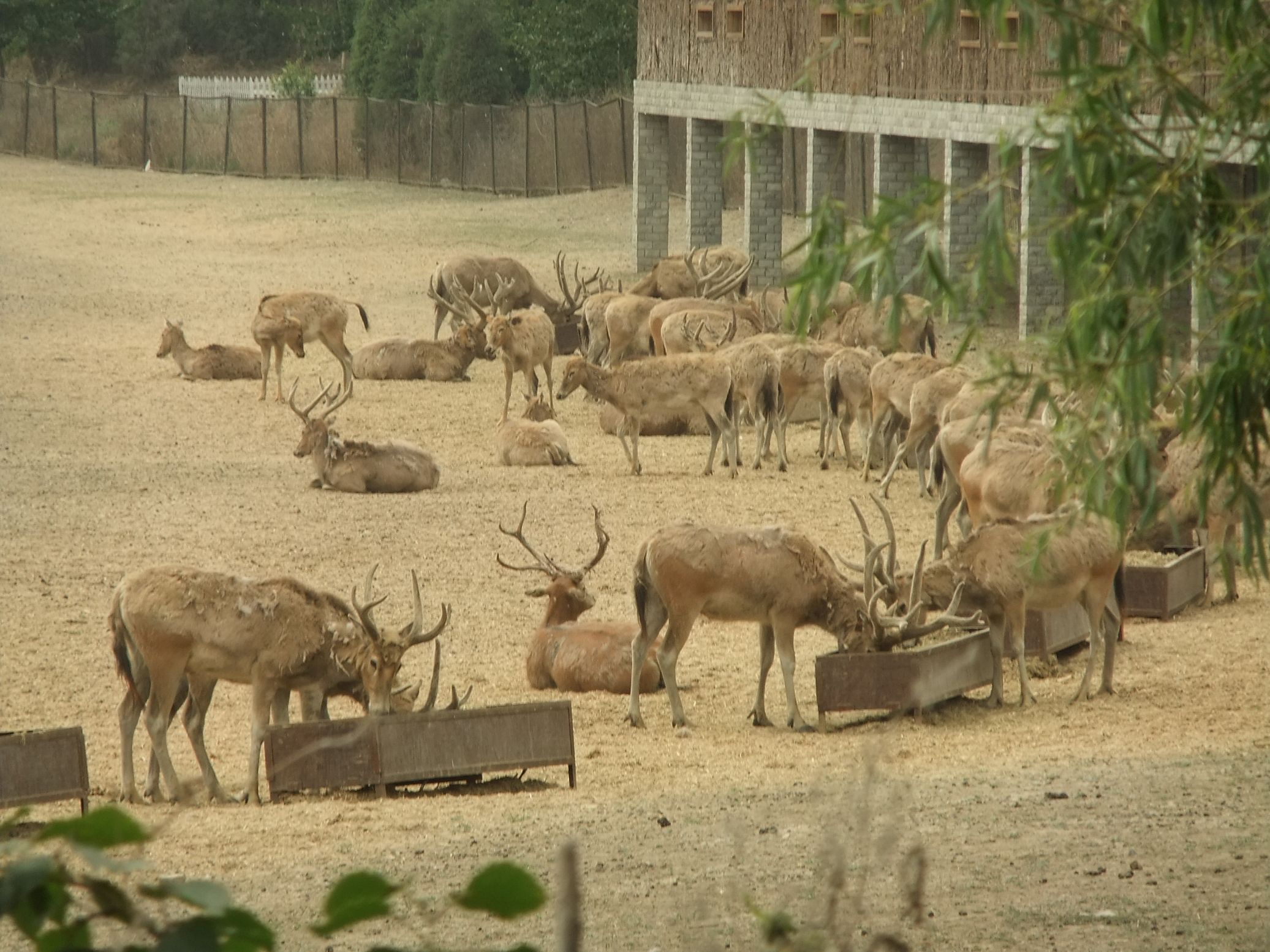
北京麋鹿生态实验中心在南海子麋鹿苑饲养的麋鹿

北京南海子（南苑）是中国元、明、清三朝的皇家猎苑，也是当时麋鹿的饲养地。这里是麋鹿的模式种产地，也是麋鹿在中国的最后灭绝地。明清时期，此地散养着大批黄羊、獐、狐、虎、麋鹿等野生动物，供皇家狩猎。
1865年初，法国天主教神父谭卫道（Fr. Jean Pierre Armand David，即“让·皮埃尔·阿尔芒·达维德神父”）在京郊考察时，听人说在南海子饲养着一种叫“四不像”的动物，角似鹿非鹿，颈似驼非驼，蹄似牛非牛，尾似驴非驴。后来他努力了近一年，花20两银子买通神机营守卫军士，获得了麋鹿的皮骨和角。1866年2月，他将标本寄给法国国家自然历史博物馆专家阿方斯·米尔恩-爱德华兹（Alphonse Milne-Edwards），并写信说“它构成一种尚未描述过的物种。”博物馆很快复信，鉴定认为这是中国特有的鹿种，并以谭卫道的姓采用拉丁文命名为“Elaphurus davidianus”，俗称“达维德神父鹿”（法文为“Cerf du Père David”）。

麋鹿角纪念柱

该博物馆的《自然公报》不久便发布了该消息，引起了欧洲各国和日本的兴趣。英国、法国、德国、比利时诸国，通过外交渠道索求、物种交换、购买等形式，从1866年到1876年把南苑里的数十头麋鹿弄到欧洲。日本也专门派官员向清廷请求说，“南苑有四不像，日本向无此兽，本国君主极为倾慕，欲得之以阔眼界，恳请见赐一对。”
1894年，永定河泛滥冲垮南海子，100多头麋鹿逃走了出來，但卻被附近的饥民獵殺分吃。1900年八国联军入侵北京，其中德国部队驻扎在南海子一带，将仅存的南海子麋鹿枪杀吃肉，麋鹿从此在中国绝迹。消息传到欧洲，引起了十一世贝德福德公爵赫布兰德·罗素（Herbrand Russell，1858年—1940年）的关注。1894年至1903年，他高价收购到散养在欧洲大陆巴黎、柏林、科隆、安特卫普等动物园的18头麋鹿，全部养到乌邦寺（Woburn Abbey）庄园（这是贝德福德公爵罗素家族私家庄园）中。此后这些麋鹿躲过了欧洲大陆的一战。一战结束，麋鹿繁衍到88头，成为世界唯一的麋鹿繁育地。等到二战结束时，这里的麋鹿已达255头。

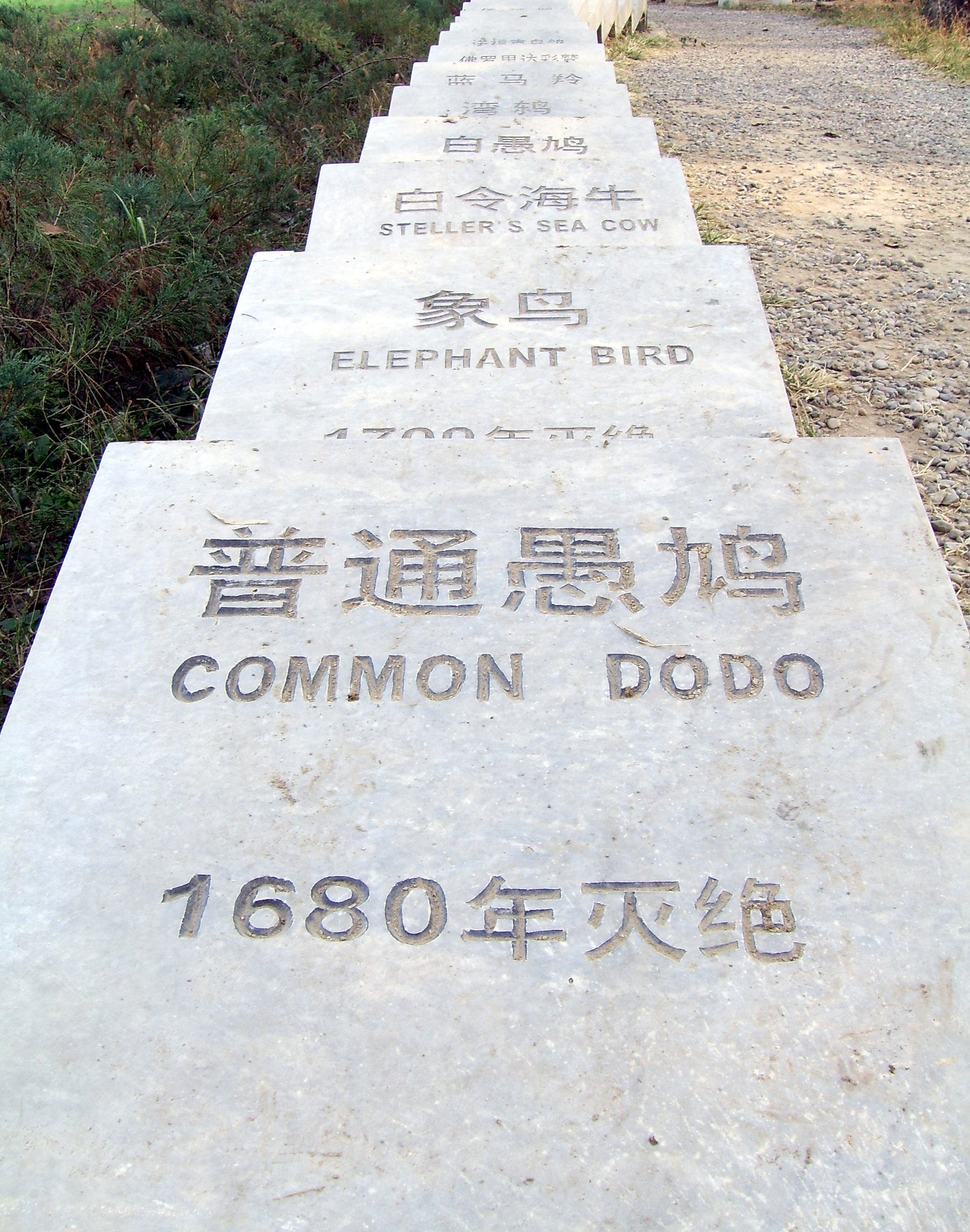
世界灭绝动物墓地

1953年，十三世贝德福德公爵伊恩·罗素（1917年—2002年10月）从父亲哈斯丁·罗素（1888年—1953年）手中承袭了爵位和乌邦寺庄园。1955年，他将乌邦寺从家族私有庄园改成了对外开放的盈利性公园。1974年，伊恩·罗素公爵夫妇定居海外，将产业交给长子塔维斯托克侯爵罗宾·罗素（Robin Russell，1940年—2003年）料理。
中华人民共和国成立后，经全国性动植物普查，发现麋鹿已在中国灭绝。1979年，中国动物学家谭邦杰呼吁麋鹿回归中国，得到英方响应。1985年8月24日，英国塔维斯托克侯爵罗宾·罗素将饲养在英国乌邦寺庄园的22头麋鹿无偿赠还中国，落户南海子麋鹿苑。两年后，又无偿赠送18头雌麋鹿。后来，中国在江苏大丰、湖北石首、河南原阳也建起了麋鹿保护区。
为了对回到中国的麋鹿进行研究与保护，1985年在南海子麋鹿苑成立了北京麋鹿生态实验中心。此后在南海子麋鹿苑饲养的麋鹿从最初的38头繁殖到了百余头。1993年麋鹿达200余头，1997年麋鹿苑内建成了野生动物散养区、展示区、野营区、野餐区。2000年，麋鹿苑内有麋鹿130余头。麋鹿苑内还饲养着白唇鹿、马鹿、梅花鹿、狍子等其他鹿科动物及普氏野马等，另外还有灰椋鸟、大斑啄木鸟等鸟类。1994年，该中心对外开放。1998年以后，这里成为中国科协批准的全国首批科普教育基地，2000年正式成立北京南海子麋鹿苑博物馆。2001年起，在科普楼展出固定展览“麋鹿沧桑”。博物馆主要展示“麋鹿沧桑”展览（包括麋鹿与自然、鹿与文化、麋鹿苑）、世界灭绝动物墓地、东方护生壁画等。

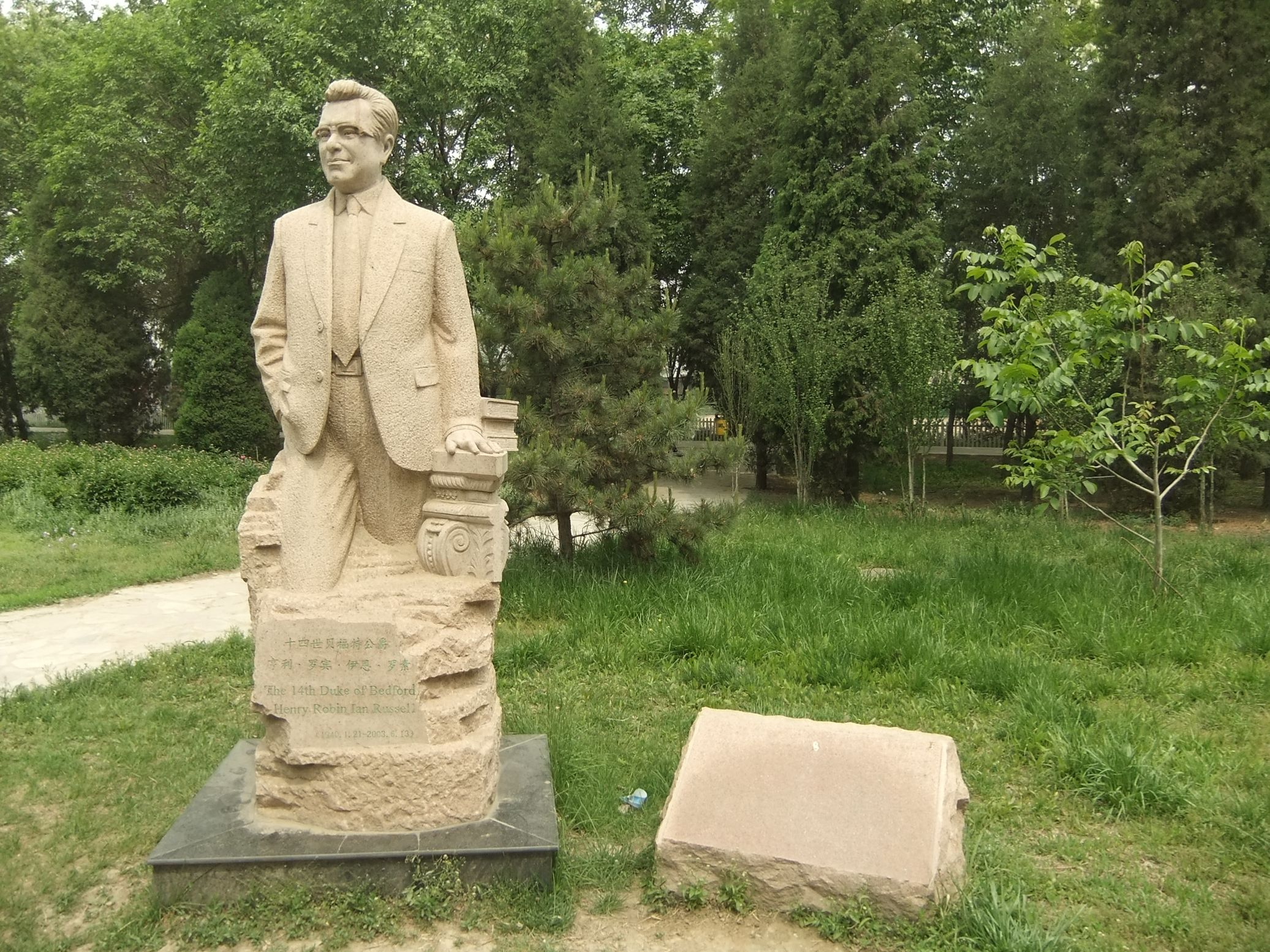
2005年树立的十四世贝德福德公爵罗宾·罗素像

北京麋鹿生态实验中心是中国全国科普教育基地、中国生物多样性保护示范基地、北京市科普教育基地、北京市爱国主义教育基地，并且是首都十家“北京市环境教育基地”之一。
2005年，为纪念麋鹿回归20周年，北京麋鹿生态实验中心为十四世贝德福德公爵罗宾·罗素塑了全身像。十五世贝特福德公爵安德鲁·罗素（Andrew Russell）率亲友团出席了揭幕仪式。2015年是麋鹿回归30周年，从2015年6月到2016年10月，乌邦寺的罗素厅举办了专场麋鹿故事图片展。